# Innamorati sempre, innamorati mai
Innamorati sempre, innamorati mai è un singolo dei Pooh, il quarto estratto dall'album Amici per sempre.

## Il singolo
Il singolo, scritto da Stefano D'Orazio e messo in musica da Roby Facchinetti racconta di quanto sia difficile vivere una forte amicizia tra uomo e donna, senza lasciarsi coinvolgere a livello emotivo, sentimentale o sessuale. Soprattutto quando è presente una forte componente attrattiva.
Ha una musica molto leggera e prevale il canto corale dei 4; inoltre ne è stata registrata una versione a cappella.

## Formazione
1. Roby Facchinetti voce, pianoforte e tastiere.
2. Dodi Battaglia voce e chitarra.
3. Stefano D'Orazio voce e batteria.
4. Red Canzian voce e basso.